# Oposicional
El oposicional es un caso adverbial presente en finés. Utilizado para describir la situación de dos cosas idénticas enfrentadas, se obtiene posponiendo las partículas -tysten o -tusten a un número limitado de adverbios y sustantivos. No existe una forma plural.

#### Ejemplo
- kasvotusten = cara a cara
- vieretysten = novio a novio